# Araneus titirus
Araneus titirus este o specie de păianjeni din genul Araneus, familia Araneidae, descrisă de Simon, 1896. Conform Catalogue of Life specia Araneus titirus nu are subspecii cunoscute.